# 다케다 노부미치
다케다 노부미치(武田信道)는 아즈치모모야마 시대부터 에도 시대(江戸時代) 전기의 무사이다. 고가 다케다 씨(高家武田氏)의 실질적인 초대 당주. 법호(法号)는 겐료 도카이(顕了道快)라 하였다.
가이의 센고쿠 다이묘 다케다 신겐(武田信玄)의 차남 ・ 운노 노부치카(海野信親, 류호竜芳)의 아들로 어머니는 아나야마 노부타다(穴山信君)의 딸이다. 다케다 가문이 멸망한 뒤에 당주였던 가쓰요리(勝頼) ・ 노부카쓰(信勝) 부자는 그의 삼촌 및 사촌 형이 되며, 부자 사후에 당주가 되었던 가쓰치요(勝千代)는 외삼촌이 된다. 아내는 바바 노부모리(馬場信盛)의 딸이다. 아들 다케다 노부마사(武田信正) 외에 딸이 두 명 있었다.

## 약력
『가이고쿠시』(甲斐国志)에 따르면 노부미치는 덴쇼 10년(1582년) 다케다 가문이 멸망한 뒤 고후(甲府)의 초엔지(長延寺)에서 신겐의 오토기슈(御伽衆)의 한 사람이었던 시쓰요(実了)의 양자가 되어 출가하였다.
노부미치는 오다 군이 막 다케다 잔당에 대한 소탕 작업을 벌일 즈음에는 시나노국(信濃国)의 아즈미 군(安曇郡) 이누카이 촌(犬飼村)으로 달아나 몸을 숨긴다. 혼노지의 변(本能寺の変)으로 오다 노부나가(織田信長)가 사망한 뒤 가이는 도쿠가와 이에야스(徳川家康)의 영지가 되었고, 노부미치는 이에야스와 고후 손타이지(甲府尊体寺)에서 만나 1603년에 시쓰요의 뒤를 이어 쵸엔지의 2세 주지가 되었다.
노부미치는 다케다 가문의 옛 신하인 오쿠보 나가야스(大久保長安)의 비호를 받았으나 나가야스 사후에는 게이초(慶長) 18년(1613년)에 오쿠보 나가야스 사건에 연좌되어 마쓰다이라 야스나가(松平康長)에게 넘겨졌다. 그 무렵 쵸엔지의 산문에 보관되고 있던 다케다 가문 대대의 유물인 갑주 ・ 군바이(軍配) ・ 마인(馬印) ・ 군기(軍旗) ・ 장막(幔幕) 등이 에도 막부에 몰수되었다. 겐나(元和) 원년(1615년)에는 이즈 오시마(伊豆大島)로 유배되었으며 그 섬에서 고난 속에 살다가 숨을 거두었다.
노부미치의 자손들은 아들 노부마사가 에도 막부로부터 사면을 받아 에도로 돌아올 수 있었다. 이후 노부마사의 아들인 노부오키(信興)가 고게(高家) 반열에 들게 되었고, 현대에 이르기까지 노부미치 계통이 가문을 이어 오며 일본에서 다케다 가문의 적류(嫡流)로 인정받고 있다.